# Синій зошит
«Синій зошит» — радянський художній фільм 1963 року за повістю Еммануїла Казакевича. Фільм випущений на екрани в 1964 році, незабаром після зняття Микити Хрущова з поста, був знятий з екранів.

## Сюжет
Влітку 1917 року, Ленін, який пішов у підпілля спільно з Зінов'євим, ховається від правоохоронних органів Російської республіки в Розливі, де під прикриттям сім'ї комуністів Ємельянова вони продовжують свої дискусії і роздуми про долю революції, про правильність чи невірність обраної політичної лінії, про перспективи розвитку Росії, то між собою, то з «гостями» з ЦК, які навідувалися, — Свердловим, Дзержинським, Орджонікідзе. Вперше в радянському кіно Зінов'єв показаний не як статист, а як жива дійова особа того часу, шанований Леніним, визнаним більшовицьким лідером зі своєю точкою зору і своєю правдою. Заповітний «Синій зошит», який доставляють для Леніна товариші — його робота «Держава і революція», в якій були розроблені теоретичні основи ленінського вчення про державу, які незабаром він мав почати втілювати в життя. Дія фільму завершується виїздом Леніна з Розливу за 78 днів до початку Жовтневої революції.

## У ролях
- Михайло Кузнецов —  Ленін
- Марк Нікельберг —  Григорій Зінов'єв
- Олександр Палеес —  Яків Свердлов
- Василь Ліванов —  Фелікс Дзержинський
- Едішер Магалашвілі —  Серго Орджонікідзе
- Микола Граббе —  Олександр Шотман
- Ігор Озеров —  В'ячеслав Зоф
- Юрій Соловйов —  Ейно Рах'я
- Микола Лебедєв —  Микола Олександрович Ємельянов
- Любов Соколова —  Надія Ємельянова
- Борис Токарєв —  Кіндрат Ємельянов
- Анатолій Антосевич —  Олександр Ємельянов
- Віталій Чуркін —  Коля Ємельянов
- Віталій Матвєєв —  Олексій
- Іван Рижов —  селянин

## Знімальна група
- Режисер-постановник та сценарист — Лев Куліджанов
- Оператор-постановник — Ігор Шатров
- Композитор — Михайло Зів
- Художник=постановник — Борис Дуленков